# مونوریل مسکو
مونوریل مسکو (روسی: Московский монорельс) سیستم مونوریل در شهر مسکو، روسیه است.
این مونوریل که در سال ۲۰۰۴ تأسیس شده دارای ۱ خط، ۶ ایستگاه و ۴٫۷ کیلومتر طول است.

## نگارخانه

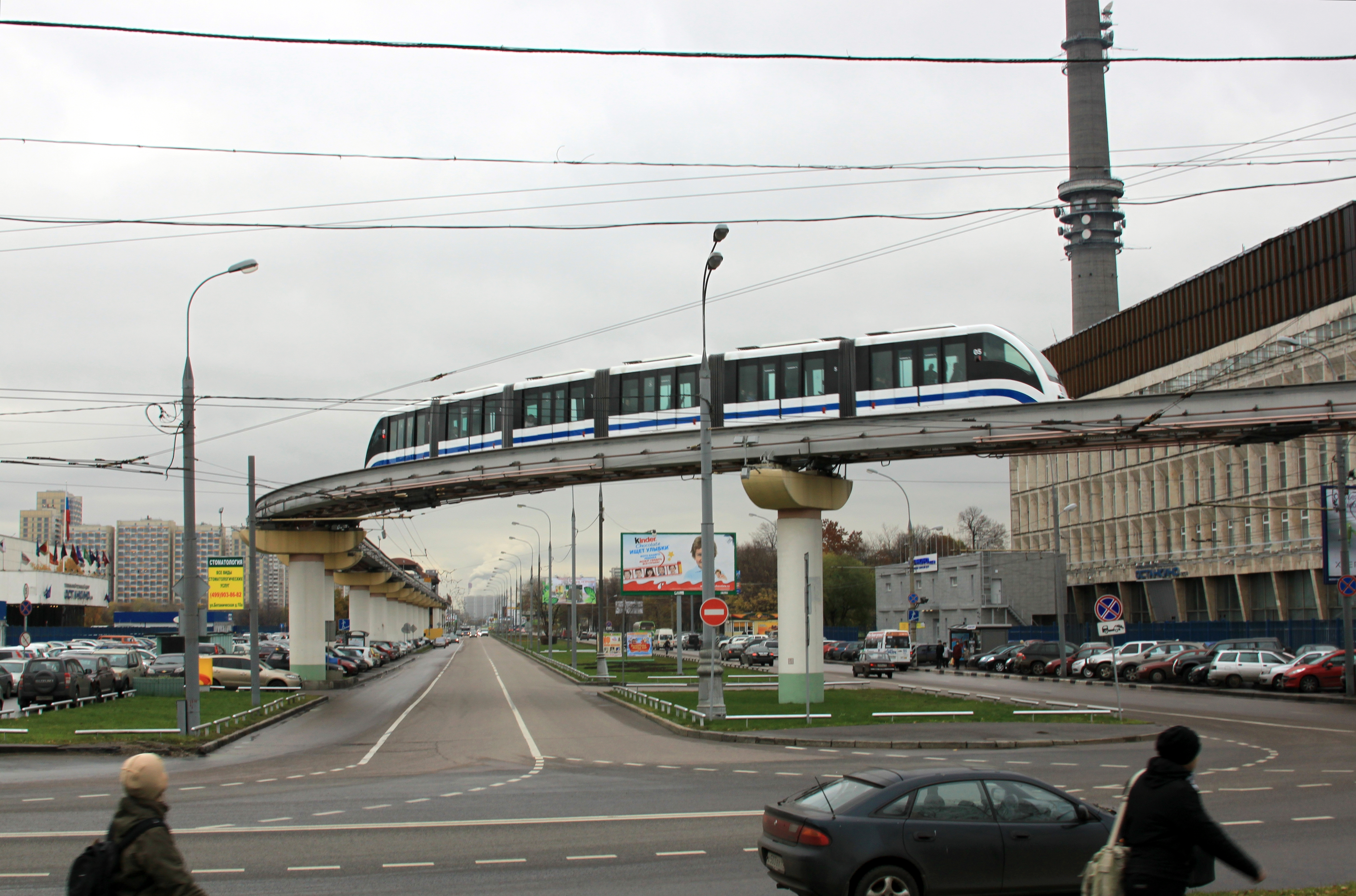
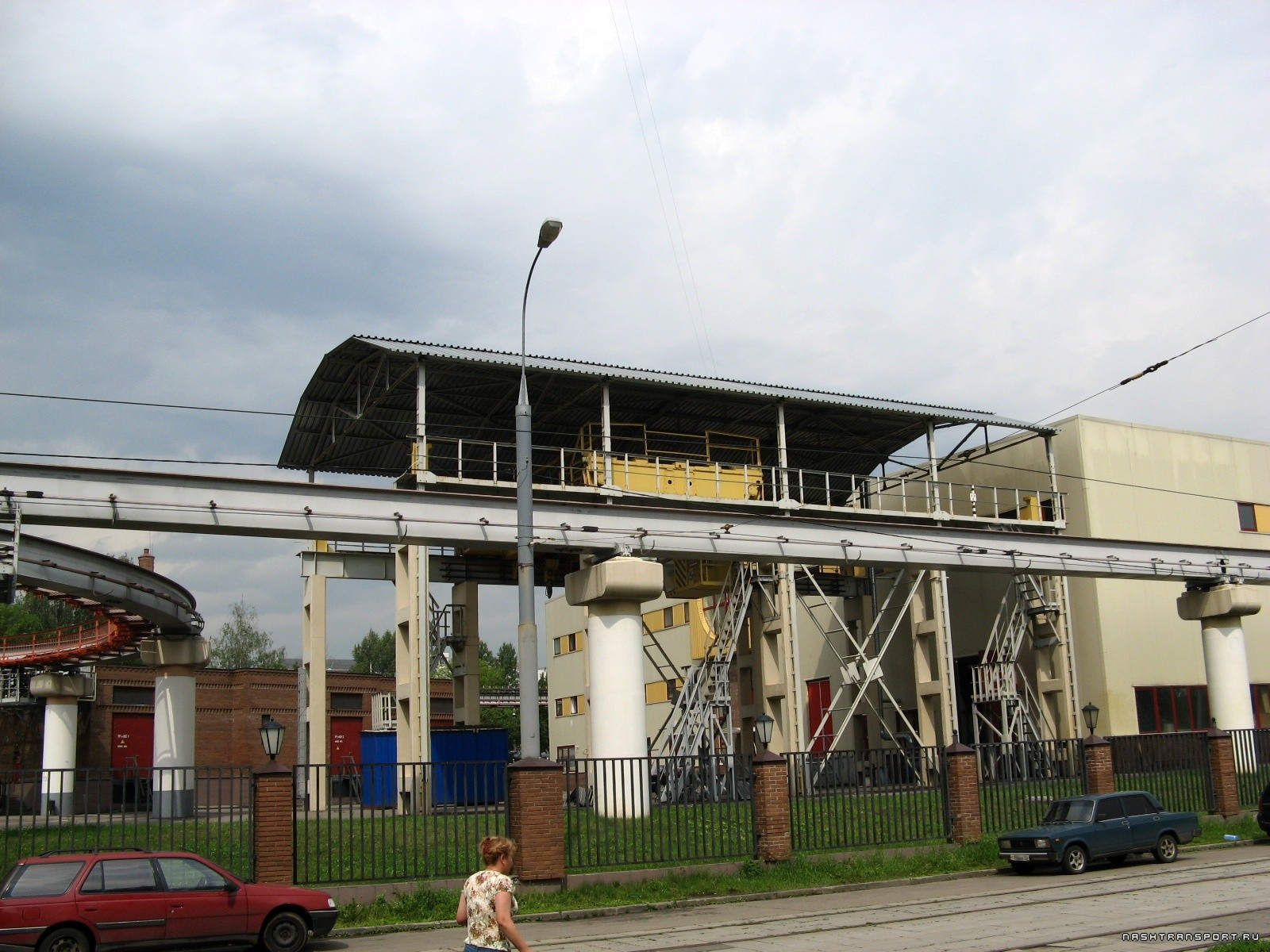
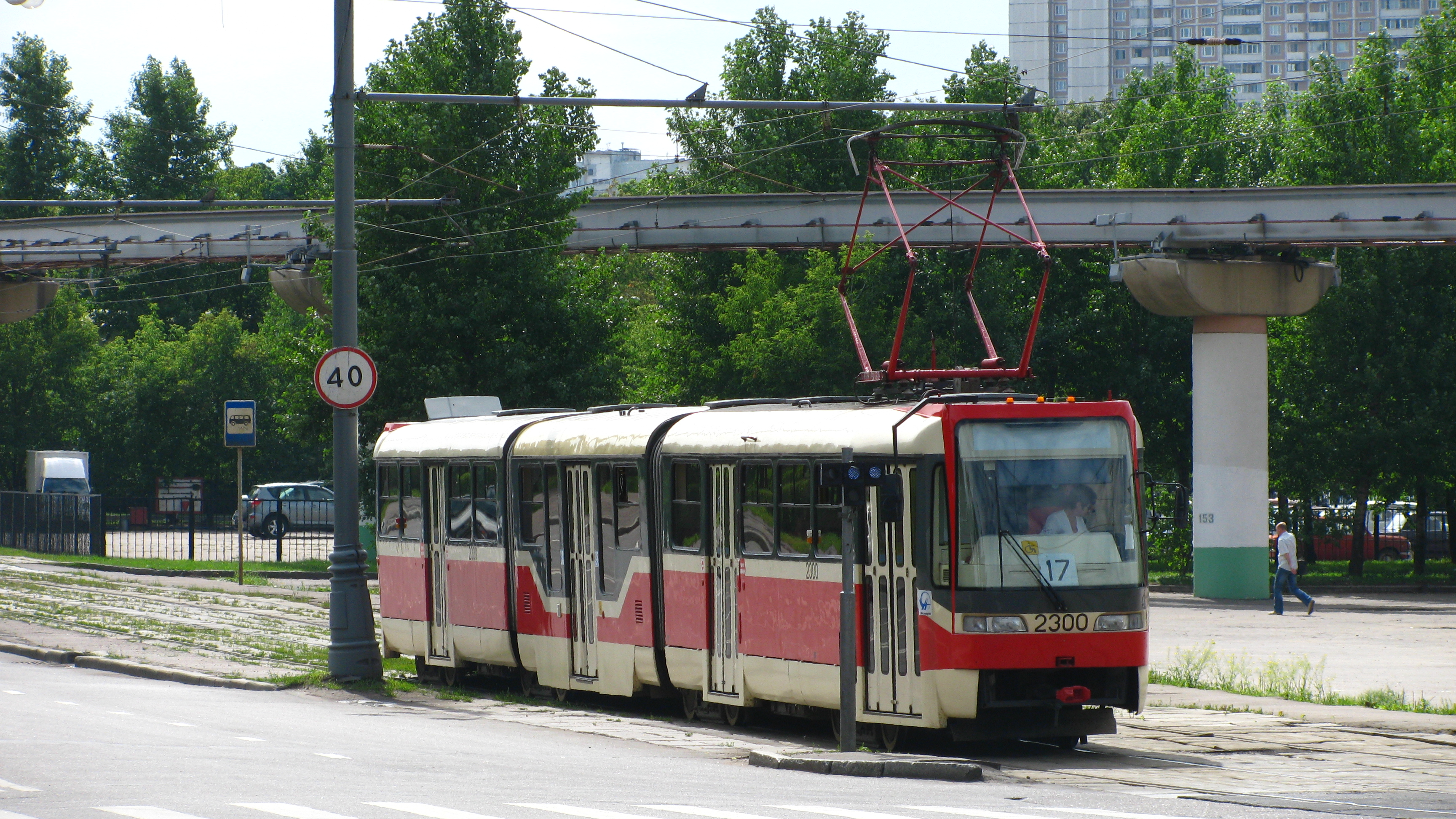